# Muncy
Muncy é um distrito localizado no estado norte-americano de Pensilvânia, no Condado de Lycoming.

## Demografia
Segundo o censo norte-americano de 2000, a sua população era de 2663 habitantes.
Em 2006, foi estimada uma população de 2506, um decréscimo de 157 (-5.9%).

## Geografia
De acordo com o United States Census Bureau tem uma área de
2,2 km², dos quais 2,2 km² cobertos por terra e 0,0 km² cobertos por água. Muncy localiza-se a aproximadamente 156 m acima do nível do mar.

## Localidades na vizinhança
O diagrama seguinte representa as localidades num raio de 12 km ao redor de Muncy.